# Polytelis
Polytelis är ett fågelsläkte i familjen östpapegojor inom ordningen papegojfåglar med tre arter som förekommer i Australien.
- Gulstrupig parakit (P. swainsonii)
- Regentparakit (P. anthopeplus)
- Prinsessparakit (P. alexandrae)